# Novo Naselje-Stupari
Novo Naselje-Stupari (en cyrillique : Ново Насеље-Ступари) est un village de Bosnie-Herzégovine. Il est situé dans la municipalité de Kladanj, dans le canton de Tuzla et dans la fédération de Bosnie-et-Herzégovine. Selon les premiers résultats du recensement bosnien de 2013, il compte 291 habitants.
Avant 1991, le village faisait partie de la localité de Tarevo ; depuis 1991, il est recensé comme une entité administrative à part entière.

## Démographie

### Évolution historique de la population
| 1948 | 1953 | 1961 | 1971 | 1981 | 1991 | 2013 |
| ---- | ---- | ---- | ---- | ---- | ---- | ---- |
| -    | -    | -    | -    | -    | 291  | 291  |

|  |

### Communauté locale
En 1991, Stupari-Novo Naselje faisait partie de la communauté locale de Stupari qui comptait 4 993 habitants, répartis de la manière suivante :